# 2004年澳大利亚网球公开赛
2004年澳大利亚网球公开赛。

## 冠军
单打列出冠亚军以及决赛比分，双打列出冠军组合。

### 男子单打
主条目：2004年澳大利亚网球公开赛男子单打比賽
罗杰·费德勒（瑞士）7-6 6-4 6-2 马拉特·萨芬（俄罗斯）

### 女子单打
主条目：2004年澳大利亚网球公开赛女子单打比賽
贾斯汀·海宁（比利时）6-3 4-6 6-3 金·克莱斯特尔斯（比利时）

### 男子双打
主条目：2004年澳大利亚网球公开赛男子双打比赛
米夏埃尔·洛德拉（法国）/法布里斯·桑托羅（法国）

### 女子双打
主条目：2004年澳大利亚网球公开赛女子双打比赛
比希尼婭·魯阿諾·帕斯夸爾（西班牙）/保拉·蘇亞雷斯（阿根廷）

### 混合双打
主条目：2004年澳大利亚网球公开赛混合双打比赛
葉連娜·鮑文娜（俄罗斯）/内纳德·齐莫尼奇（塞黑）
| 前任： 2003年澳大利亚网球公开赛 | 澳大利亚网球公开赛 2004年 | 繼任： 2005年澳大利亚网球公开赛 |
| 前任： 2003年美国网球公开赛     | 网球大满贯 2004年         | 繼任： 2004年法国网球公开赛     |